# Sándor Földes
Sándor Földes  (pseudonim literar: Pál Ács) (n. 12 ianuarie 1895, Timișoara – d. 18 iunie 1968, Budapesta) a fost un scriitor, poet, jurnalist și redactor al radiodifuziunii maghiare. În arta sa poetică a fost un exponent al expresionismului.